# Nephoris chalybaea
Nephoris chalybaea är en insektsart som beskrevs av Jacobi 1912. Nephoris chalybaea ingår i släktet Nephoris och familjen dvärgstritar. Inga underarter finns listade i Catalogue of Life.